# Bell System Technical Journal
O Bell Labs Technical Journal é a revista científica interna para cientistas da Nokia Bell Labs, publicada anualmente pela sociedade IEEE.
A revista foi originalmente estabelecida como Bell System Technical Journal (BSTJ) em Nova York pela American Telephone and Telegraph Company (AT&T) em 1922, publicada sob esse nome até 1983, quando a dissolução do Bell System colocou várias partes do sistema em empresas separadas. A revista foi dedicada aos campos científicos e disciplinas de engenharia praticadas no Sistema Bell para melhorias no amplo campo da comunicação elétrica. Após a reestruturação da Bell Labs em 1984, a revista foi renomeada para AT&T Bell Laboratories Technical Journal. Em 1985, foi publicado como AT&T Technical Journalaté 1996, quando foi renomeado para Bell Labs Technical Journal.